# البحرين كونفيدينشال
البحرين كونفيدينشال باللغة العربية البحرين السرية هي مجلة شهرية عن نمط الحياة باللغة الإنجليزية تنشر من البحرين من قبل المجلات العربية وهي فرع من سي جي العربية.

## التاريخ والسيرة
أطلقت في عام 2001 المجلة التي تتميز بالأحداث المحلية والفن والمجتمع والأزياء والجمال والسفر. يقع مقرها في المنامة.
فازت البحرين كونفيدينشال بجوائز مختلفة وتتوفر في غرف وصالات فنادق فئة الخمس نجوم وبعض فنادق الأربع نجوم في البحرين وكذلك الدرجة الأولى ودرجة رجال الأعمال في صالات طيران. يبلغ عدد المشتركين 6600 مشترك يتم تسليمهم المجلة مع بداية كل شهر ميلادي. اعتبارا من فبراير 2009 تم طبع طبعة خاصة للمملكة العربية السعودية التي وزعتها شركة أرامكو لإدارة شؤون الموظفين وأسرهم في المنطقة الشرقية. أطلقت نسخة كروز (باللغة العربية الرحلة البحرية) ووزعت في كبائن السفن السياحية التي تزور البحرين من ديسمبر إلى مايو. المجلة تخضع لتدقيق بي بي أيه العالمية.